# Zamalek Sporting Club (basket-ball)
Ne doit pas être confondu avec Zamalek.
Cet article concerne le club de basket-ball. Pour les autres clubs, voir Zamalek Sporting Club, Zamalek Sporting Club (handball) et Zamalek Sporting Club (volley-ball).
Maillots
Al Zamalek ou (arabe: نادي الزمالك) (section basket-ball), est l'une des nombreuses sections du Zamalek Sporting Club, club omnisports basé au Caire, Égypte.
En 2021, le club remporte la saison inaugurale de Ligue africaine de basket-ball.

## Palmarès
- Championnat d'Égypte de basket-ball (15)
  - Vainqueur : 1974, 1975, 1976, 1977, 1978, 1980, 1981, 1988, 1991, 1997, 1998, 2003, 2007, 2019, 2021
- Coupe d'Égypte de basket-ball (12)
  - Vainqueur : 1979, 1980, 1981, 1991, 1992, 1997, 1998, 2000, 2001, 2002, 2003, 2006
- Coupe d’Afrique des clubs champions de basket-ball (1)
  - Vainqueur : 1992
  - Finaliste : 1975, 1976, 1998
- Ligue africaine de basket-ball (1)
  - Vainqueur : 2021[2]

## Joueurs célèbres ou marquants
- Walter Hodge (MVP de la Ligue africaine de basket-ball en 2021)

## Entraineurs successifs
- Adel Sabri